# IC 1091
IC 1091 ist eine Balken-Spiralgalaxie vom Hubble-Typ SBb im Sternbild Waage am Südsternhimmel. Sie ist rund 222 Millionen Lichtjahre von der Milchstraße entfernt.
Das Objekt wurde am 1. Juni 1888 von Guillaume Bigourdan entdeckt.